# Homoneura prisca
Espèce
Homoneura prisca est une espèce d'insectes hémiptères de la famille des Lauxaniidae, décrite par Sasakawa en 2009 et qui se rencontre dans la région de Micronésie.